# Lucrum sine damno alterius fieri non potest
 Lucrum sine damno alterius fieri non potest  лат. (изговор:лукрум сине дамно алтеријус фијери нон потест).  Добитак без штете другога не може настати.  Публилије Сиранин
Латини су говорили и: „ Lucrum unius est alterius damnum “ (изговор: лукрум унијус ест алтеријус дамнум), добитак једнога штета је другога. (Публилије Сирани)

## Изрека у српском језику
Каже се: „док једном не смркне, не може другом осванути“

## Тумачење
Колач је један. Захватиш ли већи дио, другоме остаје мањи! Узмеш ли дјевојку, нико је више узети не може- штета за друге!